# Mussey-sur-Marne
 Mussey-sur-Marne  es una población y comuna francesa, en la región de Champaña-Ardenas, departamento de Alto Marne, en el distrito de Saint-Dizier y cantón de Doulaincourt-Saucourt.

## Demografía
| 380 | 398 | 351 | 341 | 339 | 339 |
| Para los censos de 1962 a 1999 la población legal corresponde a la población sin duplicidades (Fuente: INSEE [Consultar]) |     |     |     |     |     |